# 小行星614689
(614689) 2020 XL5是2020年12月12日在夏威夷哈萊阿卡拉天文台進行的泛星計畫調查發現的近地小行星和地球特洛伊。它圍繞太陽-地球L4拉格朗日點（領先60°）以振盪。這是一個動態穩定的位置，在這裡，組合引力通過太陽和地球的重心作用。對2020 XL5的特洛伊軌道穩定性的分析表明，它將在地球的L4點周圍停留至少四千年，直到與金星反復近距離接觸產生的引力攝動破壞其特洛伊配置的穩定。2020 XL5是繼2010 TK7之後發現的第二個地球特洛伊小行星，其直徑約為1.2 km（0.75 mi），是已知同類中最大的。

## 發現
2020 XL5於2020年12月12日在夏威夷的哈萊阿卡拉天文台進行的泛星計畫調查發現。它首次在星座巨爵座中被觀測到，其視星等為21.4等。這顆小行星以每分鐘3.02弧秒的速度在天空中移動，距離地球約為0.68 AU（102 × 106 km；63 × 106 mi）。
這顆小行星隨後被列在小行星中心的近地天體確認頁面（NEOCP）上，編號為P11aRcq。在兩天多的時間裏，Višnjan Observatory(L01)、ESA光學地面站 (J04), and 托洛洛山美洲際天文台 (807)進行了後續觀測。 這顆小行星在早在2020年11月26日的萊蒙山巡天數據(G96)已經確認過。且已於2020年12月14日確認並公開宣佈為2020 XL5。

## 名稱和編號
這顆小行星於2022年3月28日被小行星中心授予永久編號614689，現在有資格命名。根據國際天文學聯合會對近地天體的命名慣例，2020 XL5將被賦予一個神話相關的名字。

## 軌道和分類

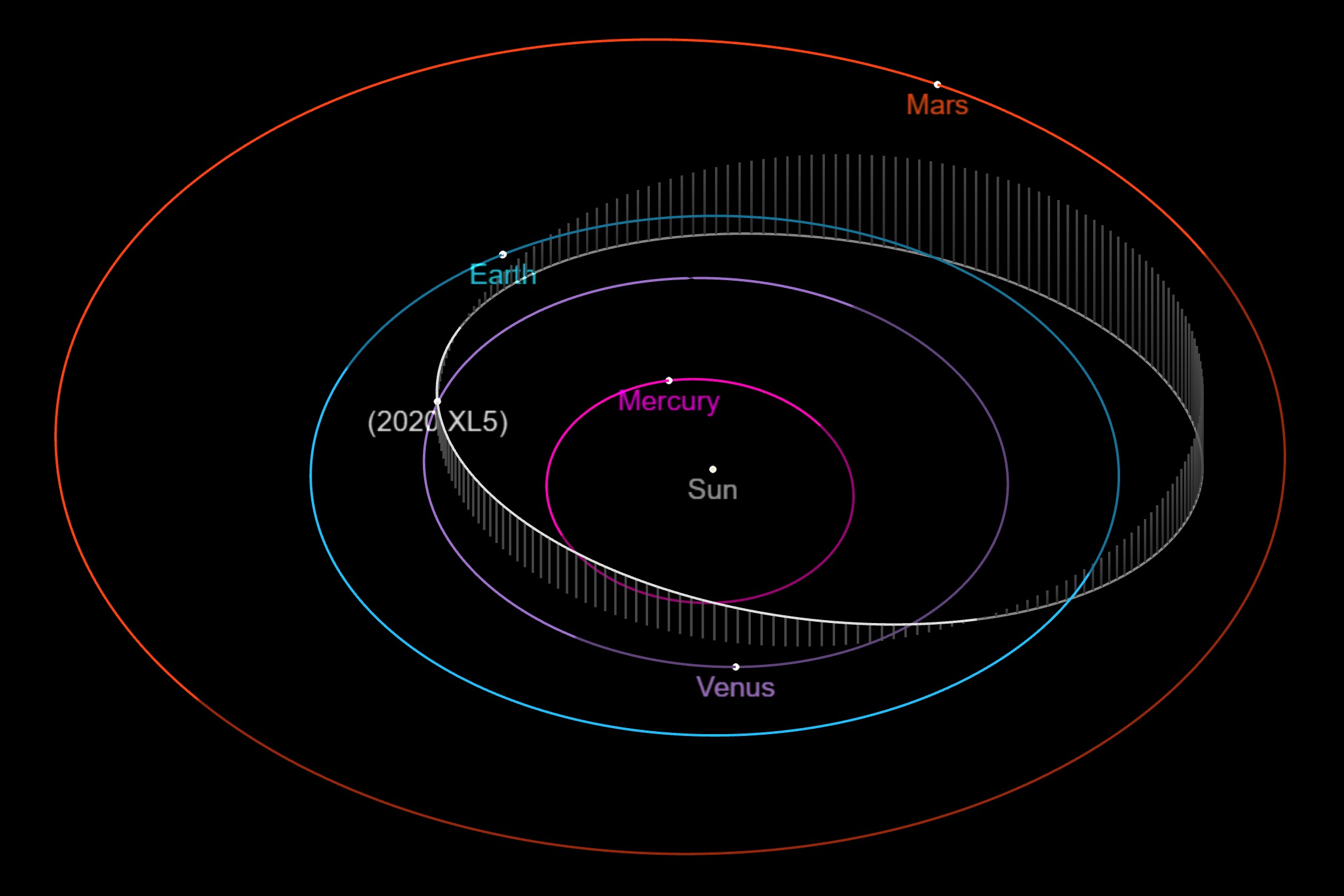
與內行星的日心軌道圖。

眾所周知，2020 XL5的軌道不確定性參數為0，觀測弧長超過8年。包括泛星計畫在內的各種天空調查在幾次回溯發現觀測中，確認這顆小行星早在2012年12月就已經發現了。
2020 XL5繞太陽運行的平均距離為1.001AU，週期為365.8日，或大約1地球年。它的軌道相對於黃道平面具有0.388的高離心率和13.8°的傾角。在它的軌道上，它與太陽的距離從近日點的0.61 AU到遠日點的1.39 AU不等，與金星和地球的軌道相交。由於它的軌道與地球的軌道相交，同時其半長軸大於1天文單位（小幅度），2020 XL5被歸類為阿波羅型小行星。

### 特洛伊軌道

顯示地球拉格朗日點的等效位能圖（未按比例）；和{L5

從1600到2500的軌道相對於太陽和地球的動畫
Sun·
Earth·
。

特洛伊天體最容易被認為是在拉格朗日點軌道上運行，這是一個動態穩定的位置（引力通過太陽和地球的重心共同作用），在一個巨大的軌道體前方（L4）或後方（L5）60度，軌道共振為1:1。實際上，它們圍繞著這樣一個點振盪。
2021年1月26日，業餘天文學家托尼·鄧恩報告稱，2020 XL5的標稱軌道似乎正在圍繞地球領先的L4拉格朗日點擺動，懷疑它是一顆地球特洛伊。隨後的分析證實，基於現有的軌道參數，模型在未來至少幾千年內是穩定的。這將使2020 XL5比原型L4地球特洛伊2010 TK7更穩定，後者在不到2,000年的時間尺度上可能不穩定。進一步的後續觀察和預驗證，證實了2020 XL5的特洛伊性質，並表明它將在至少4,000年後才會離開特洛伊軌道。數值模擬表明，自15世紀以來，2020 XL5很可能就已經被捕獲到L4拉格朗日點。
2020 XL5高軌道偏心率導致在與地球及其拉格朗日點的同向旋轉參考系中出現寬的蝌蚪形振盪路徑。儘管這顆小行星以0.0273 AU（4.1 × 106 km；2.5 × 106 mi）的最小軌道交點距離（MOID）穿過金星軌道，但因為它的標稱軌道使它與金星軌道平面的距離過高或過低，這顆行星的攝動現時可以忽略不計。因為它們在數百年內的升交點的緯度的交點進動（英語：Nodal precession），降低2020 XL5的金星MOID，並最終通過在幾千年內將其發送到地球的L3點來破壞其特洛伊軌道的穩定，金星對2020 XL5軌道的影響將隨著時間的推移而變得更大。

## 物理特性
2020年至2021年的光學觀測量測表明，2020 XL5表現出類似於碳質C-型小行星的顏色。假設2020 XL5的相位曲線與C型小行星的行為相似，小行星的絕對星等（H）為18.6，這對應於典型C型小行星幾何反照率的平均值為0.06。這使得2020 XL5成為迄今為止已知的最大的地球特洛伊小行星，其大小是0.3 km（0.19 mi）大小的2010 TK7的四倍。
由於2020 XL5僅在曙暮光期間天空中的低高度可見，大氣扭曲和來自太陽的散射光阻礙了小行星光變曲線的精確光度測定，因此無法確定其自轉資訊。

## 探索
由於2020 XL5的高軌道傾角，從近地軌道（LEO）到小行星的交會任務將需要10.3 km/s（6.4 mi/s）的最小總ΔV，這太高了，不能被認為是低能量軌道的理想目標。另一方面，最小總ΔV為3.3 km/s（2.1 mi/s），從近地軌道到2020 XL5的飛越軌跡可能更可行。

## 外部連結
- Data from NSF's NOIRLab Show Earth Trojan Asteroid Is the Largest Found （页面存档备份，存于）, NOIRLab, 1 February 2022
- Second Earth Trojan Discovered （页面存档备份，存于）, Jeff Hecht, Sky & Telescope, 4 February 2021
- 小行星614689 at NeoDyS-2, Near Earth Objects—Dynamic Site
  - Ephemeris · Obs prediction · Orbital info · MOID · Proper elements · Obs info · Physical info · NEOCC
- 小行星614689 at ESA–空間情景意識方案
  - Ephemerides · Observations · Orbit · Physical Properties · Summary
- NASA JPL小天體瀏覽器上的小行星614689